# Divisione Nazionale 1926-27
El Campeonato Italiano de Fútbol 1926-27 fue la 27ª edición del campeonato italiano. El campeón fue Torino, pero el scudetto fue revocado ya que un dirigente del Torino confesó haber pagado en el partido en el que Torino derrotó por 2 a 1 a la Juventus.

## Clasificación

### Grupo A

#### Posiciones
|     | Equipo           | Pts | PJ | PG | PE | PP | GF | GC | +/- | Comentarios  |
| --- | ---------------- | --- | -- | -- | -- | -- | -- | -- | --- | ------------ |
| 1.  | Juventus         | 27  | 18 | 12 | 3  | 3  | 44 | 10 | +34 | Clasificados |
| 1.  | Internazionale   | 27  | 18 | 12 | 3  | 3  | 49 | 22 | +27 | Clasificados |
| 3.  | Genoa            | 24  | 18 | 10 | 4  | 4  | 37 | 15 | +22 | Clasificados |
| 4.  | Casale           | 21  | 18 | 9  | 3  | 6  | 24 | 22 | +2  |              |
| 5.  | Pro Vercelli     | 20  | 18 | 7  | 6  | 5  | 27 | 22 | +5  |              |
| 6.  | Modena           | 18  | 18 | 6  | 6  | 6  | 21 | 27 | -6  |              |
| 7.  | Brescia          | 15  | 18 | 6  | 3  | 9  | 28 | 35 | -7  |              |
| 7.  | Hellas Verona    | 15  | 18 | 6  | 3  | 9  | 19 | 35 | -16 |              |
| 9.  | Alba-Audace Roma | 12  | 18 | 5  | 2  | 11 | 25 | 32 | -7  | Descendidos  |
| 10. | Napoli           | 1   | 18 | 0  | 1  | 17 | 7  | 61 | -54 | Descendidos  |

#### Resultados
|                | Alba-Audace | Brescia | Casale | Genoa | Hellas VR | Internazionale | Juventus | Modena | Napoli | Pro Vercelli |
| -------------- | ----------- | ------- | ------ | ----- | --------- | -------------- | -------- | ------ | ------ | ------------ |
| Alba-Audace    |             | 5-2     | 0-1    | 1-3   | 3-0       | 1-1            | 0-2      | 1-2    | 5-2    | 3-0          |
| Brescia        | 4-0         |         | 3-1    | 1-0   | 4-2       | 0-3            | 0-2      | 2-2    | 5-1    | 0-0          |
| Casale         | 3-1         | 3-0     |        | 2-1   | 2-0       | 1-1            | 0-2      | 3-0    | 3-0    | 1-1          |
| Genoa          | 2-0         | 4-1     | 4-0    |       | 2-0       | 4-0            | 1-2      | 2-1    | 4-1    | 3-0          |
| Hellas VR      | 2-0         | 1-4     | 1-2    | 1-1   |           | 1-1            | 1-0      | 1-0    | 5-0    | 2-1          |
| Internazionale | 2-1         | 4-1     | 3-0    | 2-1   | 5-0       |                | 3-0      | 2-1    | 9-2    | 2-0          |
| Juventus       | 1-0         | 2-0     | 4-0    | 0-0   | 6-0       | 4-1            |          | 7-2    | 8-0    | 0-1          |
| Modena         | 2-2         | 2-0     | 1-0    | 1-1   | 0-0       | 1-4            | 1-1      |        | 1-0    | 3-1          |
| Napoli         | 0-2         | 0-0     | 0-2    | 0-2   | 0-1       | 0-3            | 0-3      | 0-1    |        | 0-3          |
| Pro Vercelli   | 3-0         | 3-1     | 0-0    | 2-2   | 4-1       | 4-3            | 0-0      | 0-0    | 4-1    |              |

### Grupo B

#### Posiciones
|     | Equipo             | Pts | PJ | PG | PE | PP | GF | GC | +/- | Comentarios  |
| --- | ------------------ | --- | -- | -- | -- | -- | -- | -- | --- | ------------ |
| 1.  | Torino             | 26  | 18 | 12 | 2  | 4  | 52 | 25 | +27 | Clasificados |
| 2.  | Milan              | 24  | 18 | 11 | 2  | 5  | 41 | 27 | +14 | Clasificados |
| 2.  | Bologna            | 24  | 18 | 11 | 2  | 5  | 38 | 26 | +12 | Clasificados |
| 4.  | Alessandria        | 21  | 18 | 9  | 3  | 6  | 42 | 24 | +18 |              |
| 5.  | Livorno            | 20  | 18 | 9  | 2  | 7  | 32 | 28 | +4  |              |
| 5.  | Sampierdarenese    | 20  | 18 | 9  | 2  | 7  | 31 | 36 | -5  |              |
| 7.  | Padova             | 15  | 18 | 7  | 1  | 10 | 29 | 44 | -15 |              |
| 8.  | Andrea Doria       | 13  | 18 | 5  | 3  | 10 | 16 | 31 | -15 |              |
| 9.  | Cremonese          | 12  | 18 | 6  | 0  | 12 | 19 | 35 | -16 | Descendidos  |
| 10. | Fortitudo-Pro Roma | 5   | 18 | 2  | 1  | 15 | 18 | 42 | -24 | Descendidos  |

#### Resultados
|             | Alessandria | A. Doria | Bologna | Cremonese | Fortitudo | Livorno | Milan | Padova | Sampierd. | Torino |
| ----------- | ----------- | -------- | ------- | --------- | --------- | ------- | ----- | ------ | --------- | ------ |
| Alessandria |             | 5-0      | 5-1     | 2-1       | 3-1       | 0-0     | 3-1   | 6-1    | 6-1       | 1-3    |
| A. Doria    | 1-2         |          | 0-1     | 2-1       | 1-2       | 2-1     | 1-0   | 1-0    | 1-1       | 1-2    |
| Bologna     | 2-0         | 0-0      |         | 4-2       | 2-1       | 3-2     | 4-1   | 5-1    | 4-2       | 1-1    |
| Cremonese   | 1-0         | 3-1      | 1-0     |           | 1-0       | 0-1     | 1-2   | 0-2    | 4-0       | 0-1    |
| Fortitudo   | 1-1         | 0-1      | 0-2     | 1-2       |           | 0-2     | 2-3   | 1-2    | 0-1       | 4-2    |
| Livorno     | 1-2         | 2-1      | 3-1     | 4-0       | 3-1       |         | 1-2   | 5-0    | 3-0       | 2-1    |
| Milan       | 1-1         | 4-1      | 4-2     | 1-0       | 4-0       | 3-0     |       | 5-2    | 1-2       | 3-1    |
| Padova      | 3-2         | 1-1      | 0-2     | 4-1       | 5-3       | 3-1     | 1-3   |        | 3-1       | 0-1    |
| Sampierd.   | 2-1         | 3-0      | 1-3     | 2-0       | 3-1       | 1-1     | 3-1   | 3-0    |           | 4-1    |
| Torino      | 3-2         | 3-1      | 2-1     | 8-1       | 4-0       | 8-0     | 2-2   | 3-1    | 6-1       |        |

## Ronda final

### Posiciones
|    | Equipo         | Pts | PJ | PG | PE | PP | GF | GC | +/- | Comentarios |
| -- | -------------- | --- | -- | -- | -- | -- | -- | -- | --- | ----------- |
| 1. | Torino         | 14  | 10 | 7  | 0  | 3  | 17 | 15 | +2  | Campeón     |
| 2. | Bologna        | 12  | 10 | 5  | 2  | 3  | 14 | 6  | +8  |             |
| 3. | Juventus       | 11  | 10 | 5  | 1  | 4  | 24 | 13 | +11 |             |
| 4. | Genoa          | 9   | 10 | 4  | 1  | 5  | 15 | 21 | -6  |             |
| 5. | Internazionale | 8   | 10 | 3  | 2  | 5  | 13 | 16 | -3  |             |
| 6. | Milan          | 6   | 10 | 2  | 2  | 6  | 13 | 25 | -12 |             |

|                |
| Campeón        |
| Torino         |
| Título anulado |

### Resultados
|                | Bologna | Genoa | Internazionale | Juventus | Milan | Torino |
| -------------- | ------- | ----- | -------------- | -------- | ----- | ------ |
| Bologna        |         | 1-0   | 3-0            | 1-0      | 2-1   | 5-0    |
| Genoa          | 1-0     |       | 1-1            | 2-3      | 2-0   | 3-1    |
| Internazionale | 1-0     | 2-3   |                | 2-1      | 1-2   | 1-2    |
| Juventus       | 1-1     | 6-0   | 1-3            |          | 8-2   | 1-0    |
| Milan          | 1-1     | 4-2   | 1-1            | 0-2      |       | 2-3    |
| Torino         | 1-0     | 3-1   | 2-1            | 2-1      | 3-0   |        |

## Goleadores
- 22 goles:  Antonio Powolny (Inter de Milán)
- 21 goles:   Julio Libonatti (Torino)
- 19 goles:  Gino Rossetti (Torino)

## Equipo campeón
Alineación del Torino
- Vincenzo Bosia
- Mihaly Balacics
- Cesare Martin
- Enrico Colombari
- Antonio Janni
- Mario Sperone
- Serafino Carrera
- Adolfo Baloncieri
- Julio Libonatti
- Gino Rossetti
- Francesco Franzoni

Entrenador:  Imre Schoffer